# Рікмансворт (станція)
51°38′24.97″ пн. ш. 0°28′23.99″ зх. д. / 51.6402694° пн. ш. 0.4733306° зх. д.

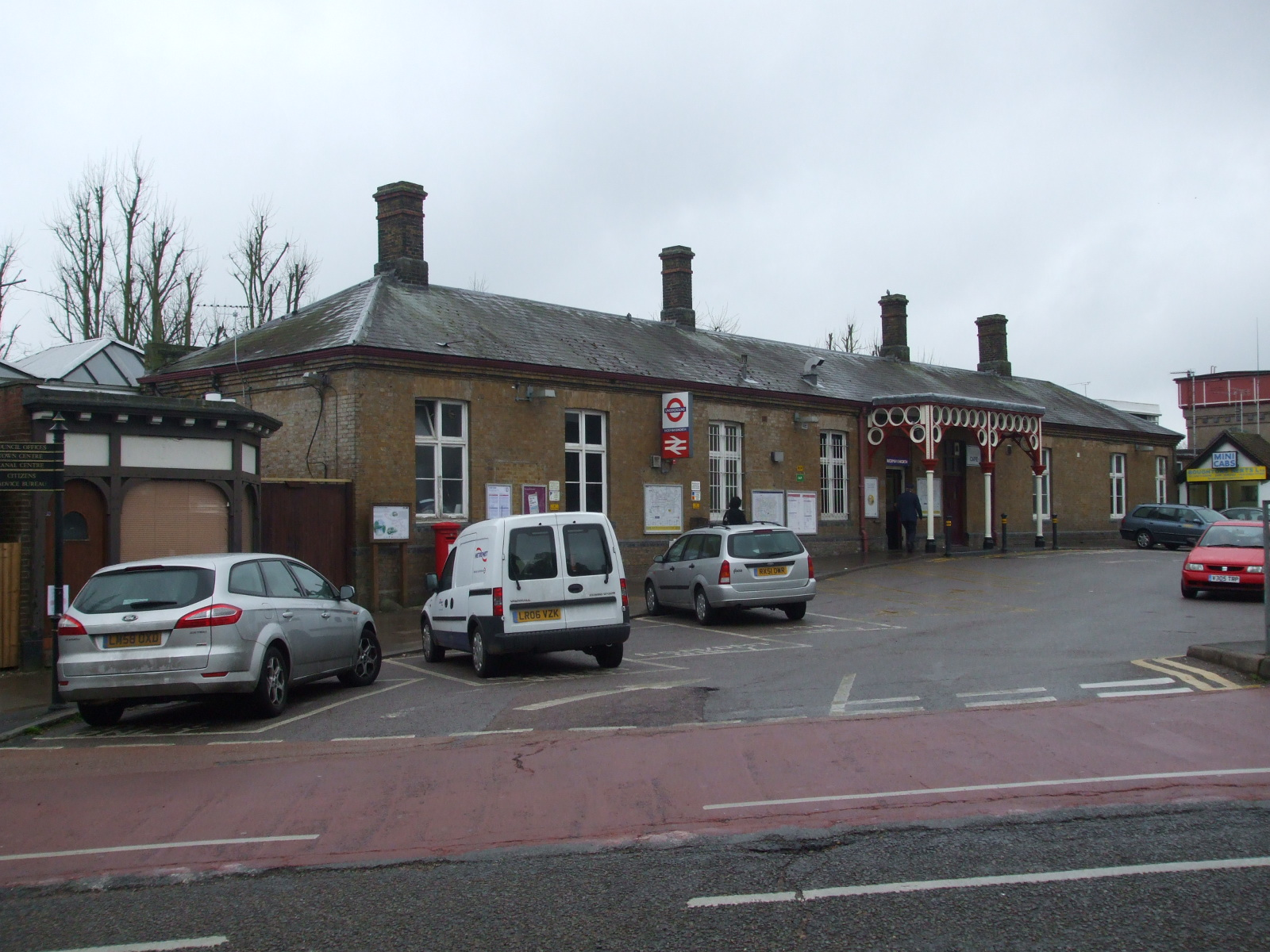
Вхід до станції Рікмансворт

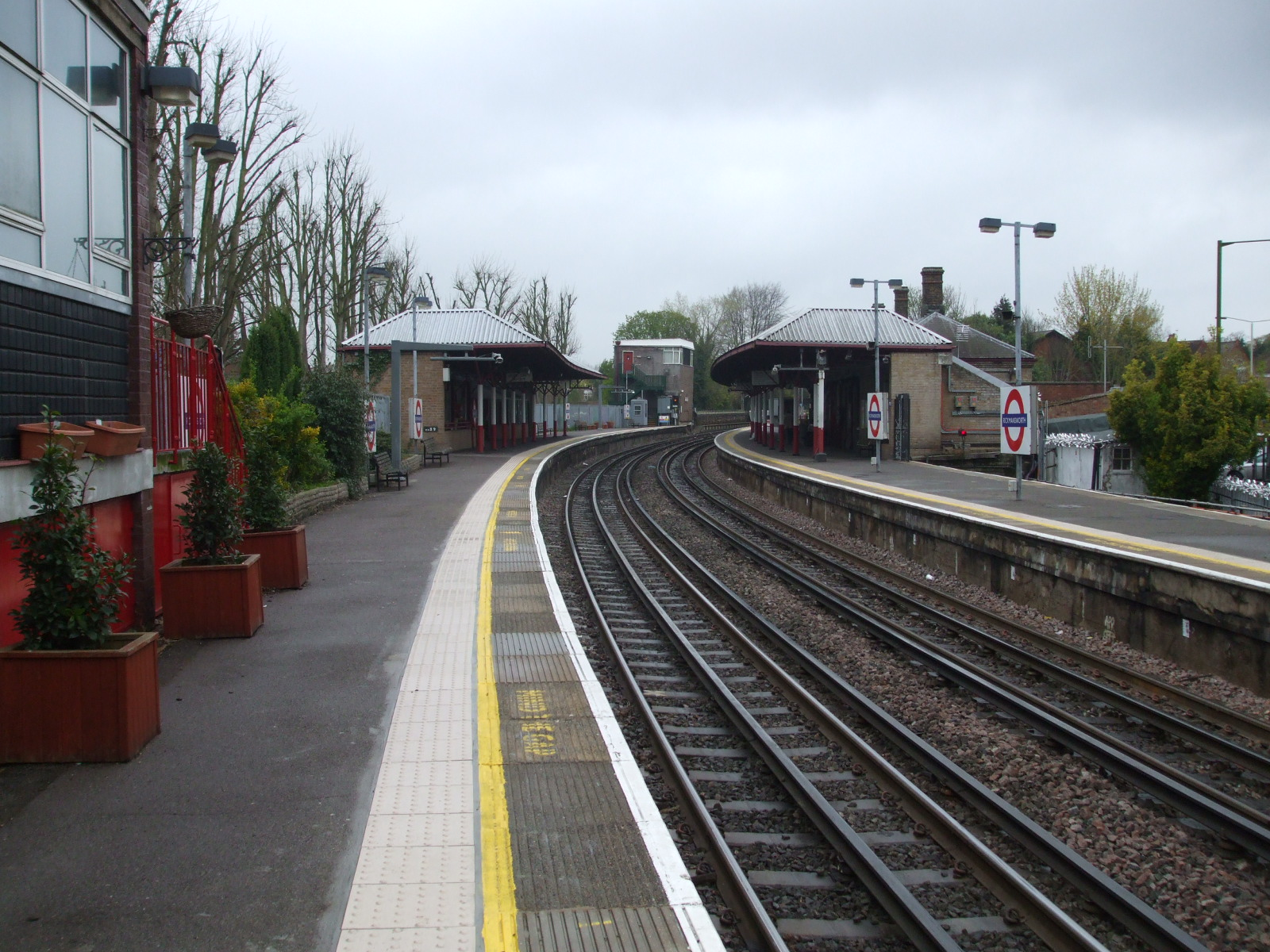
Платформа станції Рікмансворт

Рікмансворт (англ. Rickmansworth) — станція лінії Метрополітен Лондонського метро та Chiltern Railways. Розташована у 7-й тарифній зоні, у районі Рікмансворт, на північному заході Великого Лондону, для лінії Метрополітен між станціями Чорлівуд та Мур-парк, для Chiltern Railways — між станціями Чорлівуд та Герроу-он-те-гілл. Пасажирообіг на 2017 рік для лінії Метрополітен — 2.71 млн. осіб, для Chiltern Railways — 1.171 млн. осіб

## Історія
- 1. вересня 1887 — відкриття станції у складі Metropolitan Railway (сьогоденна Лінія Метрополітен)
- 14. листопада 1966 — закриття товарної станції.

## Послуги
| Попередня станція | Лінія | Лінія                                         | Лінія | Наступна станція  |
| ----------------- | ----- | --------------------------------------------- | ----- | ----------------- |
| Чорлівуд          |       | Лондонське метро Лінія Метрополітен           |       | Мур-парк          |
| Чорлівуд          |       | Chiltern Railways Залізниця Лондон — Ейлсбері |       | Герроу-он-те-гілл |